# Llanelli
Llanelli [ɬaˈnɛɬi] ist eine Küstenstadt in der Grafschaft Carmarthenshire, Wales. Sie liegt ungefähr 13 km von Swansea, der zweitgrößten walisischen Stadt, entfernt.

## Geschichte
Früher nur eine kleine Stadt, wuchs Llanelli im 18. und 19. Jahrhundert durch den Steinkohlenbergbau sowie etwas später durch die Stahlindustrie schnell an.
Das Schließen der Kohlegruben und der harte weltweite Wettbewerb von Stahlproduzenten führte für Llanelli in den späten 1970er-Jahren, wie ebenfalls für viele andere südwalisische Städte, zum ökonomischen Einbruch.
1966 eröffnete Schaeffler in Llanelli eine Fabrik zur Herstellung von Nadellagern. Im November 2018 teilte Schaeffler mit, dass das Werk in Llanelli infolge des bevorstehenden Brexit „mittelfristig“ geschlossen werden wird.

## Einwohner
2001 lebten laut Volkszählung 44.465 Menschen in Llanelli.
Die Einwohner werden manchmal als Turks bezeichnet. Eine Erklärung hierfür könnte sein, dass viele türkische Seeleute während ihrer früheren Reise den Hafen der Stadt ansteuerten.

## Kultur und Sport
Llanelli war fünfmal (1895, 1903, 1930, 1962, 2000) Gastgeber des Eisteddfod, einem walisischen Fest der Literatur, der Musik und des Gesangs. Llanelli gilt als Hochburg der Sportart Rugby Union. Das Parc y Scarlets in Llanelli ist neben dem Racecourse Ground in Wrexham eines der beiden Heimstadien der professionellen Rugbymannschaft Scarlets, die an der Pro14 teilnimmt. Llanelli war unter anderem einer der Austragungsorte bei der Rugby-Union-Weltmeisterschaft 1991 und Rugby-Union-Weltmeisterschaft 1999.

## Söhne und Töchter der Stadt
- Charles Alfred Howell Green (1864–1944), Erzbischof von Wales
- W. Aubrey Thomas (1866–1951), Politiker (Republikanische Partei)
- Gipsy Daniels (1903–1967), Boxer
- Elwyn Jones, Baron Elwyn-Jones (1909–1989), Jurist und Politiker, Mitglied des House of Commons
- Arnold Silverstone, Baron Ashdown (1911–1977), Unternehmer
- Donald Swann (1923–1994), Komponist, Musiker und Entertainer
- Wyn Lodwick (1927–2024), Jazzmusiker und Musikveranstalter
- Rachel Roberts (1927–1980), Schauspielerin
- Michael Howard (* 1941), Politiker, Mitglied des House of Commons
- Deke Leonard (1944–2017), Rockmusiker und Autor
- Terry Griffiths (1947–2024), Snookerspieler
- Keith Allen (* 1953), Komiker, Musiker, Singer-Songwriter, Autor, Fernsehmoderator und Schauspieler
- Byron Stevenson (1956–2007), Fußballspieler
- Cerith Wyn Evans (* 1958), Konzeptkünstler, Bildhauer und Filmemacher
- Michael Kerstgens (* 1960), Dokumentarist, Künstler und Porträtfotograf
- Annabel Schofield (* 1963), Model und Schauspielerin
- Adrian Davies (* 1966), Squashspieler
- Simon Armstrong (* 1996), Schauspieler
- Jonathan Neil Morgan (* 1979), Badmintonspieler
- Flex Lewis (* 1983), Profi-Bodybuilder
- Sophie Dee (* 1984), Pornodarstellerin und Model
- David Greene (* 1986), Hürdenläufer und Sprinter
- Emyr Huws (* 1993), Fußballspieler
- Jamie Rhys Clarke (* 1994), Snookerspieler
- Amy Roberts (* 1994), Radsportlerin